# Ми хочемо танцювати
«Ми хочемо танцювати» («Мы хотим танцевать») — радянський музично-комедійний чорно-білий телефільм 1973 року, знятий студії «Лентелефільм».

## Сюжет
Фрагменти з оперет у виконанні акторів Ленінградського театру музкомедії.

## У ролях
- Альфред Шаргородський — голова журі
- В'ячеслав Лінник — Боні
- Ліна Єрмакова — Сесілія
- Микола Соловйов — Феррі
- Олег Бернадський — Мішка, Ерве
- Людмила Сенчина — Віолетта
- Віталій Копилов — роль другого плану
- Зоя Виноградова — роль другого плану
- Маргарита Волкова — роль другого плану
- Лев Баришев — роль другого плану
- Ігор Соркін — Сеня
- Глікерія Богданова-Чеснокова — Матильда Іванівна Волна-Задунайська
- Володимир Капула — роль другого плану
- Гренада Мнацаканова — роль другого плану
- Борис Панфілов — роль другого плану